# Al-Zahraa
Die Al-Zahraa (arabisch الزهراء, DMG az-Zahrāʾ) war ein im März 1983 in Dienst gestelltes irakisches RoRo-Schiff, das von 1990 bis 2011 in Bremerhaven arrestiert war. Eigner des unter irakischer Flagge betriebenen Schiffes war das Iraqi State Enterprise for Water Transport.
Die unter der Baunummer 426 auf der dänischen Helsingør Værft gebaute Al-Zahraa war eines von drei Schwesterschiffen. Der Stapellauf des Schiffes war am 19. März 1982.
Das Schiff war mit einer 50 Tonnen tragenden Heckrampe sowie einem Schiffskran, der sich auf der Steuerbordseite befand, ausgerüstet. Hinter den vorne liegenden Decksaufbauten befand sich ein Hubschrauberlandedeck. Angetrieben wurde das Schiff von zwei MTU-Zwölfzylinder-Dieselmotoren mit 4413 kW Leistung, die auf zwei Propeller wirkten.
Die Al-Zahraa kam am 14. Juli 1990 morgens nach Bremerhaven, weil dort bei den Motorenwerken Bremerhaven die Maschine repariert werden sollte. Nachdem die Reparaturarbeiten begonnen und die Maschine zur Reparatur ausgebaut worden war, wurde von den Vereinten Nationen ein Embargo gegen den Irak verhängt, weil das Land am 2. August des Jahres Kuwait angegriffen hatte. Seitdem war das Schiff im Kaiserhafen I in Bremerhaven aufgelegt. Die rund 30 Seeleute an Bord des Schiffes wurden in ihre Heimat ausgeflogen, zunächst blieb nur ein Seemann zur Bewachung des Schiffes an Bord zurück. Erst nach gut einem Jahr wurde die Zahl auf zwei erhöht, die jeweils etwa ein halbes Jahr an Bord lebten.
Im Jahre 1997 musste das Schiff zur Reparatur in ein Dock, weil Wasser durch die marode gewordene Außenhaut in das Schiff eindrang. Dabei wurden auch die Seekästen dichtgeschweißt, um die Gefahr eines plötzlichen Sinkens des Schiffes zu minimieren.
Am 3. August 2005 wurde das Schiff in den Fischereihafen II an einen Liegeplatz an der Halle X verholt, um im Kaiserhafen I Platz für zur Sail 2005 erwarteten Schiffe zu schaffen.

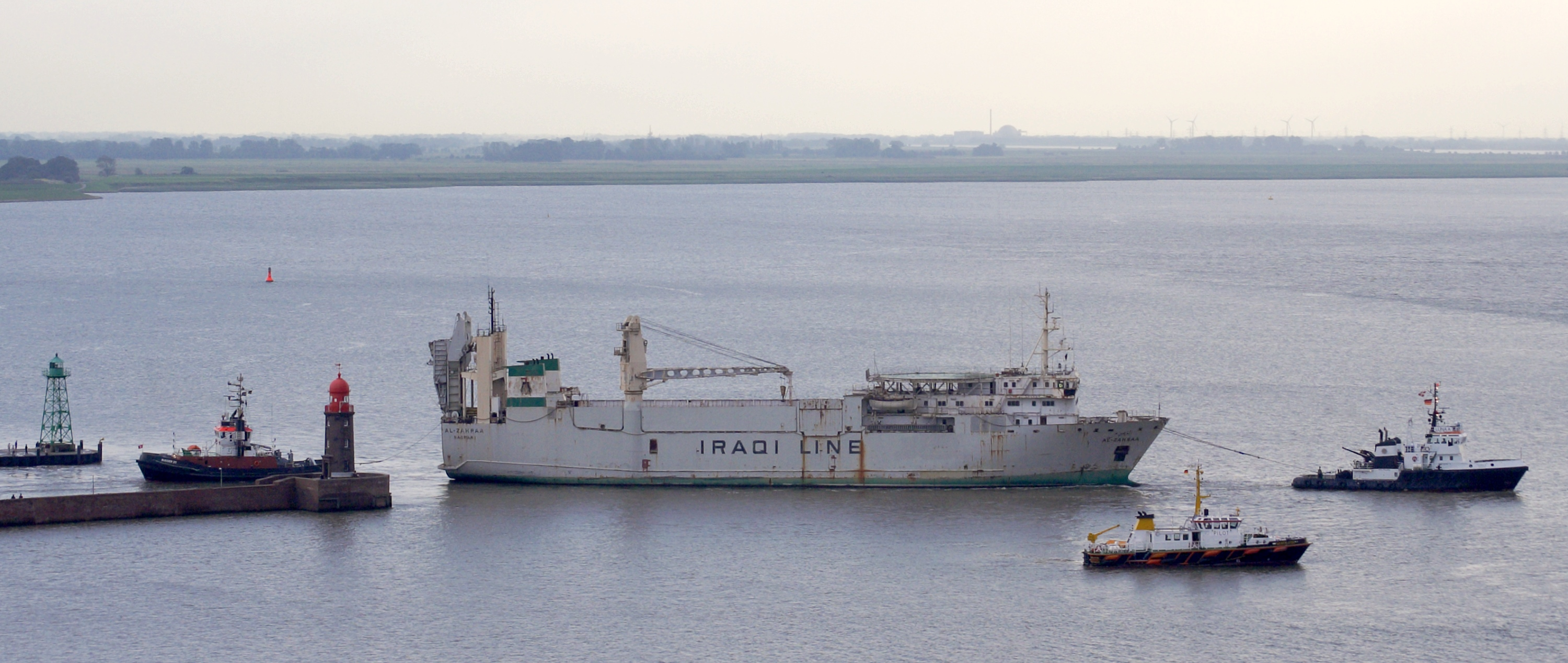
Die Al-Zahraa verlässt Bremerhaven

Lange Zeit war die Zukunft des Schiffes unklar. Im Jahr 2009 schaltete sich auch die Bundesregierung ein, um nach einer Lösung zu suchen. Am 8. Juli 2011 verließ die Al-Zahraa nach fast 21 Jahren Liegezeit Bremerhaven und wurde zum Verschrotten ins litauische Klaipėda geschleppt.

## Film über dieAl-Zahraa
„Die Vergessenen der Al-Zahraa“ ist der Titel eines Dokumentarfilms von Knud Vetten und Andreas Wenderoth, der Anfang 2006 uraufgeführt wurde. Er handelt vom Schicksal zweier Iraker, die im August 2002 von Seiten des Schiffseigners nach Bremerhaven geschickt wurden, um für ein halbes Jahr die Bewachung des Schiffes zu übernehmen.
Im Juni 2008 wurde der Film auf dem Festival der Nationen im österreichischen Ebensee gezeigt und in der Kategorie „Langfilme“ mit einem Bären in Silber 
ausgezeichnet.